# Berkel en Rodenrijs
Pour les articles homonymes, voir Berkel (homonymie).
Berkel en Rodenrijs est un village situé dans la commune néerlandaise de Lansingerland, en province de Hollande-Méridionale. Au 1er janvier 2006, le village compte 20 189 habitants.

## Histoire
En 1855, Berkel en Rodenrijs absorbe la petite commune de Tempel, alors sans habitants.
Berkel en Rodenrijs a été une commune indépendante jusqu'au 1er janvier 2007. À cette date, elle fusionne avec Bleiswijk et Bergschenhoek pour former la nouvelle commune de Lansingerland.

## Personnalité liée à la commune
- 3 Steps Ahead, DJ gabber.